# イレブンアーツ・ジャパン
イレブンアーツ・ジャパン（ELEVEN ARTS JAPAN）は、日本の映画会社。